# 제주지방우정청
제주지방우정청(濟州地方郵政廳, Jeju Regional Communications Office)은 우정사업본부의 소속기관이다. 2011년 5월 30일 발족하였으며, 제주특별자치도 제주시 청사로 59에 위치한다. 청장은 부이사관·서기관 또는 기술서기관으로 보한다.

## 직무
- 우편물의 접수·운송 및 배달
- 우체국예금·우체국보험 등 우체국금융사업

## 연혁
- 1902년 8월 15일: 제주우체사 발족.
- 1903년 9월 1일: 제주우편취급소로 개편.
- 1905년 6월 6일: 목포우편국제 제주출장소로 개편.
- 1907년 1월 1일: 제주우편국으로 승격.
- 1949년 11월 22일: 광주지방체신청 소속으로 편입.
- 1962년 12월 17일: 제주우체국으로 개편.
- 1983년 1월 1일: 체신부 직속기관으로 변경.[2]
- 1991년 2월 1일: 제주지방체신청으로 승격.[3]
- 1994년 12월 23일: 정보통신부 소속으로 변경.[4]
- 2000년 7월 1일: 우정사업본부 소속으로 변경.[5]
- 2011년 5월 30일: 제주지방우정청으로 개편.[6]

## 관할구역
- 제주특별자치도

## 조직

### 청장
| - 우정사업과 - 사업지원과 - 감사실 | - 우체국 - 제주우체국 - 서귀포우체국 - 우편집중국 - 제주우편집중국 |